# José Pablo Moncayo García

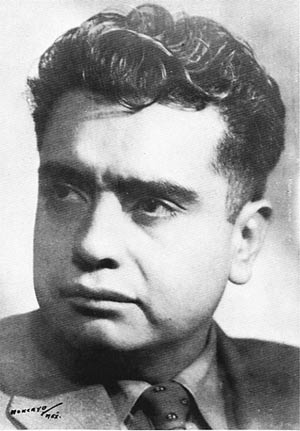
José Pablo Moncayo García

José Pablo Moncayo García (Guadalajara, 29 juni 1912 – Mexico-Stad, 16 juni 1958) was een Mexicaans componist, muziekpedagoog, dirigent, pianist en slagwerker. Hij is een zoon van het echtpaar Francisco Moncayo Casillas en Juana García López.

## Levensloop
Moncayo García kreeg zijn eerste muziekles van zijn oudere broer Francisco. Vanaf 1926 kreeg hij pianoles van Eduardo Hernández Moncada. In 1929 begon hij zijn studies aan het Conservatorio Nacional de Música in Mexico-Stad bij Carlos Chávez (compositie), bij Candelario Huízar García de la Cadena (harmonie, (contrapunt) en analyse), bij Vicente T. Mendoza en Gerónimo Baqueiro Foster (solfège), bij Ernesto Enríquez (muziekgeschiedenis) en bij Eduardo Hernández Moncada (orkestdirectie).
In 1931 werd hij slagwerker in het Orquesta Sinfónica de la Ciudad de México, dat hij in de jaren 1946 tot 1947 ook dirigeerde en waarvan hij 1945 tot 1947 chef-dirigent was. In 1935 richtte hij samen met Blas Galindo Dimas, Salvador Contreras Sánchez en Daniel Ayala Pérez de "Grupo de los Cuatro" op. In 1942 studeerde hij bij Aaron Copland aan het Berkshire Music Center, inmiddels bekend als Tanglewood Music Center. Van 1949 tot 1954 was Moncayo García dirigent van het Orquesta Sinfónica Nacional.
Als componist schreef hij werken voor orkest, koormuziek, kamermuziek, maar ook een opera en een ballet.

## Composities

### Werken voor orkest
- 1938 Llano alegre
- 1938 Hueyapan
- 1940 rev.1953 Cumbres, voor orkest
- 1941 Huapango, voor orkest
- 1942 Sinfonía
- 1942 Llano grande, voor kamerorkest
- 1944 Symfonie nr. 1, voor orkest
- 1945 Sinfonieta
- 1947 Tres piezas para orquesta
  1. Feria
  2. Canción
  3. Danza
- 1947 Homenaje a Cervantes voor twee hobo's en strijkorkest
- 1949 Tierra de temporal, voor orkest
- 1954 Bosques, voor orkest

### Werken voor harmonieorkest
- Huapango bewerkt door Leroy Osmon

### Muziektheater

#### Opera's
| Voltooid in | titel                | aktes  | première                                              | libretto |
| ----------- | -------------------- | ------ | ----------------------------------------------------- | -------- |
| 1948        | La mulata de Córdoba | 1 akte | 23 oktober 1948, Mexico-Stad, Palacio de Bellas Artes |          |

#### Balletten
| Voltooid in | titel  | aktes | première                    | libretto | choreografie |
| ----------- | ------ | ----- | --------------------------- | -------- | ------------ |
| 1956        | Tierra |       | september 1958, Mexico-Stad |          |              |

### Vocale muziek

#### Werken voor koor
- 1947 Canción del mar, voor gemengd koor a capella
- 1948 Conde Olinos, voor gemengd koor en piano

### Kamermuziek
- 1933 Sonate, voor cello en piano
- 1934 Sonate, voor viool en cello
- 1934 Sonate, voor altviool en piano
- 1935 Amatzinac, voor dwarsfluit en strijkkwartet
- 1936 Pequeño nocturno, voor strijkkwartet en piano
- 1936 Romance, voor viool, cello en piano
- 1936 Sonate, voor viool en piano
- 1938 Trío, voor dwarsfluit, viool en piano

### Werken voor piano
- 1931 Impresiones de un bosque
- 1931 Impresión
- 1935 Sonatina
- 1948 Homenaje a Carlos Chávez
- 1948 Tres piezas
- 1949 Pieza
- 1951 Muros verdes
- 1957 Simiente
- 1958 Pequeño nocturno

### Filmmuziek
- 1954 La potranca, muziek voor een episode van de film Raíces